# Dessert Days
«Dessert Days» es el sexto sencillo lanzado por la cantante japonesa Hayami Kishimoto en octubre del año 2004.

## Canciones
1. «Dessert Days»
2. «So Many Nights»
3. «Konya wa Kaeranai»
4. «Dessert Days» (Instrumental)